# Competencia interespecífica

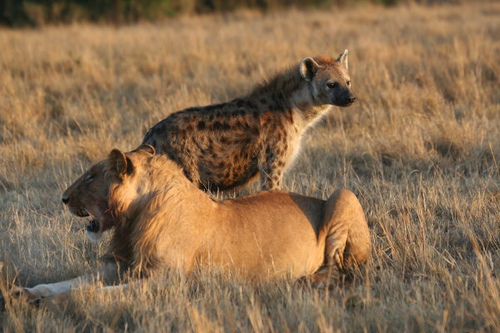
Los leones y las hienas compiten por cazar a las mismas presas de su ecosistema.

En ecología de poblaciones, la competencia interespecífica es la interacción que se produce cuando individuos de distintas especies se disputan los mismos recursos  (por ejemplo el alimento o el espacio vital). La otra forma de competencia posible es la competencia intraespecífica, que implica a los organismos de la misma especie.
La competencia se produce tanto entre las especies de animales como entre las plantas y microorganismos. Si una especie de árbol en un bosque denso crece más alto que las demás especies que le rodean puede absorber más luz solar y hacer sombra a los demás, produciéndose así competencia luz. por los recursos alimenticios. Los leones y las hienas manchadas también compiten por el alimento, ya que cazan casi a las mismas presas, por lo que la presencia de unos puede impactar en la población de los otros al disponer de menos comida.
La competencia es solo uno de los muchos factores bióticos y abióticos que interactúan afectando a la estructura de la comunidad. Además la competencia no siempre es una interacción directa. La competencia interespecífica se produce cuando los individuos de dos especies diferentes comparten un recurso limitado.  Si el recurso no puede sustentar a ambas poblaciones entonces se reduce la fecundidad, el crecimiento o la supervivencia de al menos una de las especies. La competencia interespecífica puede cambiar las poblaciones, comunidades y la evolución de las especies que interactúan. A nivel de los organismos individuales se puede producir como competición de interferencia o de explotación.
Se ha observado competencia directa entre individuos, poblaciones y especies, pero hay pocas pruebas de que la competencia sea la fuerza impulsora de la evolución a niveles más altos, en grupos más grandes como las clases.

## Mecanismos

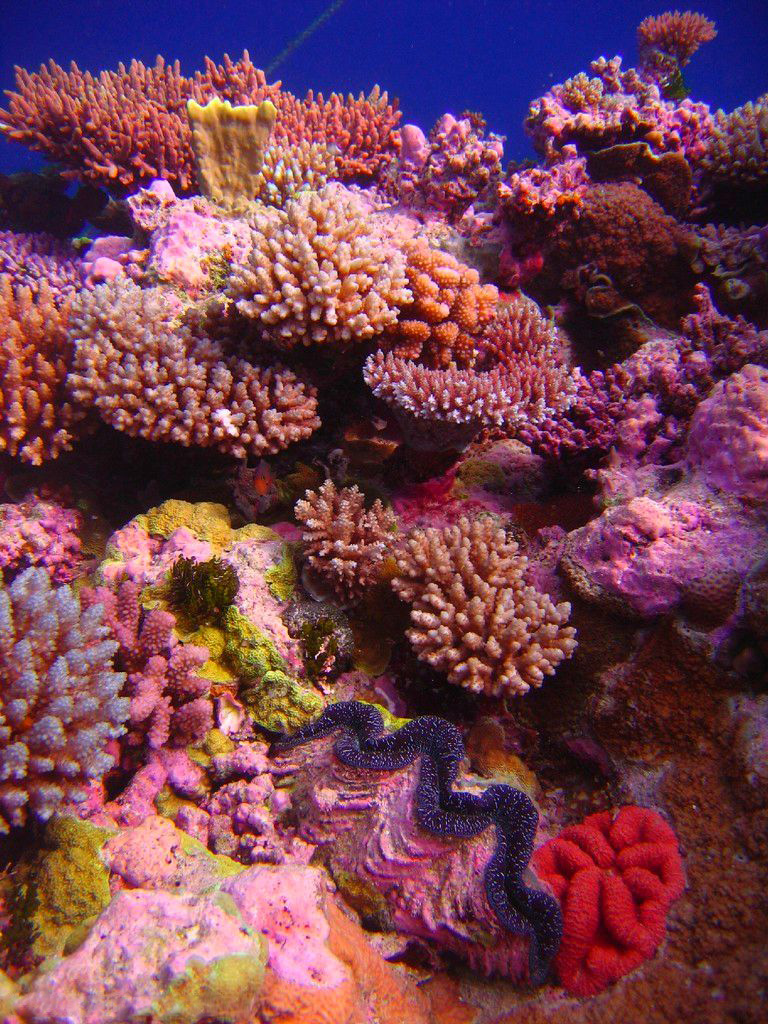
Los diferentes corales compiten por el espacio en los arrecifes.

### Competencia por explotación
La competencia por explotación sucede cuando una de las especies consume más eficientemente un recurso y por ello reduce su disponibilidad para el resto de especies. Diferenciar el efecto de la explotación del recurso del efecto de interferencia no siempre es fácil. Un buen ejemplo de competencia por explotación se da en las especies de pulgones que compiten por la savia de las plantas. Cada especie de pulgón se alimenta de la planta huésped consumiendo el recurso y dejando menos para la especie competidora. En un estudio se observó que Fordinae geoica superaba a F. formicaria en la medida que la última especie mostraba una reducción en su supervivencia del 84% en presencia de la primera. Este tipo de competencia también se observa entre las plantas de los bosques donde los árboles que dominan el dosel del bosque dejando menos luz para sus competidores más pequeños. Estas interacciones tienen implicaciones importantes en la dinámica de poblaciones y distribución de las especies en competencia.

### Competencia evidente
Se produce una competencia evidente cuando dos o más especies de un hábitat tienen un enemigo común en un nivel trófico más alto. Cuando dos especies comparten un depredador se produce una competencia indirecta entre ambas presas porque cada una de ellas por su parte intenta que el depredador las atrape en la menor cantidad. Cualquier adaptación que haga que una especie tenga menos probabilidad de ser atrapada resulta en una reducción de la aptitud de las demás presas, ya que los depredadores cazan con más intensidad a la presa más fácil de atrapar. Cuando en una zona aumenta el número de presas atrae a mayor número de depredadores, con la consecuente disminución de la aptitud individual de las presas del entorno, aunque en diferente proporción de cada especie. Por ejemplo los escincos nativos de Nueva Zelanda (Oligosoma) sufrieron un gran descenso en su población tras la introducción de los conejos (Oryctolagus cuniculus). Al ser ambas especies presas de los hurones (Mustela putorius furo) la introducción de los conejos tuvo como consecuencia la migración de los hurones al hábitat de los escincos, lo que mermó la cantidad de escincos.

### Competencia anárquica
En la competencia anárquica todos consiguen la misma cantidad del recurso (nada regula el acceso a él, de ahí su denominación), aunque no consiguen aprovecharlo por igual. Sucede cuando un recurso cubre peor las necesidades de alguna de las especies en competencia, por lo que se produce una reducción de la población de la especie en competencia que peor cubra sus necesidades.

## Consecuencias
Muchos estudios han mostrado el gran impacto que produce la competencia interespecífica tanto en los individuos como en las poblaciones. Se han documentado estos impactos en todos los grupos principales de organismos. Estos efectos pueden alcanzar también a las poblaciones e incluso pueden influir en la evolución de las especies de forma que se adapten para evitar la competencia. Como resultado de esta evolución una especie puede resultar excluida de un hábitat, se puede producir una diferenciación de nicho  o una extinción local. A su vez los cambios de estas especies a lo largo del tiempo también cambian las comunidades ya que otras deben adaptarse a ellos.

### Exclusión por competencia
El principio de exclusión competitiva afirma que dos especies que explotan el mismo recurso, de la misma forma en el mismo espacio y al mismo tiempo deben diferenciarse la una de la otra para poder coexistir. Con frecuencia una de las especies suele mostrar una ventaja en su forma de explotación del recurso. Por ello este competidor superior se impondrá sobre el otro por su uso más eficiente del recurso limitante. Como resultado con el tiempo el competidor inferior sufrirá un declive de su población. Finalmente será excluido de la zona y sustituido por el competidor superior.
Un ejemplo bien documentado de exclusión competitiva se ha observado entre las truchas Salvelinus malma y Salvelinus leucomaenis en Japón. Aunque ambas especies son morfológicamente similares la primera especie se encuentra a altitudes mayores que la segunda. Existía una zona de solapamiento pero con el tiempo cada especie excluyó a la otra de su región de dominancia al adaptarse mejor a su hábitat. En casos así cada especie resulta desplazada a un segmento de su hábitat original. Como ambas especies sufren por la competencia la selección natural favorece las adaptaciones que eviten una competencia así.
En algunos casos una tercera especie puede perjudicar o beneficiar a las especies en competencia. En un estudio en laboratorio la coexistencia entre dos especies de bacterias en competencia está mediatizada por bacteriófagos parásitos. Efectos similares se han documentado en muchas comunidades como resultado de la acción de un depredador clave que deprede sobre la especie competitivamente superior.

### Diferenciación de nicho
La diferenciación de nicho es un proceso por medio del cual se tiende a reducir o evitar la competencia con la diferenciación en la forma de explotación de los recursos, y así evitar el desplazamiento total o parcial de las especies en competencia. Para evitar la competencia directa cada una de las especies puede ocupar uno de los extremos del nicho y especializarse en su límite opuesto y así minimizar la competencia. Con el tiempo este fenómeno produce la separación de las especies al convertirlas en más especialistas. Este tipo de divergencia se denomina diferenciación de nicho. Así las especies no tienen por qué estar en hábitats separados sino que evitan que sus nichos ecológicos solapen dentro del mismo hábitat. Algunas especies se adaptan regionalmente a usar recursos diferentes a los que normalmente explotan en otros para evitar allí la competencia con otra especie.
Existen muchos casos bien documentados de aves similares que modifican el uso que realizan del hábitat donde coinciden. Por ejemplo pueden modificar sus hábitos alimenticios para consumir diferentes alimentos o usar distintos materiales o zonas de anidamiento. Darwin descubrió un caso notable en los pinzones de las islas Galápagos, que modificaron su alimentación y con el tiempo especializaron sus picos para consumir distintos alimentos y así minimizar la competencia.

### Extinción local
Aunque la extinción local de una de las especies en competencia se ha documentado en menos ocasiones que la separación de nichos o el reparto de hábitats, también se produce. En un experimento realizado en zooplancton en charcas rocosas artificiales las tasas de extinción local eran significativamente mayores en las zonas de competencia interespecífica. En estos casos los efectos negativos no se producen solo a nivel de la población sino que afecta a la riqueza de especies de las comunidades.

### Efectos en las comunidades
Como se mencionó anteriormente la competencia interespecífica tienen efectos importantes en la composición de las comunidades y su estructura. La separación de nichos, la extinción local y la exclusión de los hábitats por competencia de las especies son solo algunos de los posibles efectos. Además la competencia interespecífica puede ser la fuente de efectos en cascada que se retroalimenten unos a otros. Un ejemplo de tales efectos se produjo por la introducción de la Lythrum salicaria, una Especie invasora en Estados Unidos. Cuando se introdujo esta planta en las comunidades de los humedales de Norteamérica desplazó a parte de la flora nativa y redujo la riqueza de especies, y por ello el alimento y refugio de muchas otras especies de niveles tróficos más altos. De esta forma una sola especie puede influir en las poblaciones de muchas otras especies y en multitud de otras interacciones. Debido a la complicada red de interacciones que existen en cada ecosistema y hábitat los resultados de la competencia interespecífica son complejos y específicos de cada lugar.

## Modelo de Lotka-Volterra
El efecto de la competencia interespecífica en las poblaciones se ha formalizado en un modelo matemático denominado ecuaciones de Lotka–Volterra para la competencia, que predicen teóricamente las interacciones. Se combina los efectos de cada especie en la otra. Estos efectos se calculan por separado para la primera y la segunda población respectivamente:
{\displaystyle {dN_{1} \over dt}=r_{1}N_{1}{K_{1}-N_{1}-\alpha _{12}N_{2} \over K_{1}}}
{\displaystyle {dN_{2} \over dt}=r_{2}N_{2}{K_{2}-N_{2}-\alpha _{21}N_{1} \over K_{2}}}
En estas fórmulas, N es el tamaño de la población, t es el tiempo, K es la capacidad de carga, r es la tasa intrínseca de crecimiento y α es el coeficiente de competencia. Los resultados muestran el efecto que tienen la otra especie en la especie que se calcula. Estos resultados se pueden representar gráficamente para mostrar la tendencia y así predecir el posible futuro de la especie. Uno de los problemas de este modelo es que se deben hacer ciertas suposiciones para realizar los cálculos. En entre éstas se incluye la ausencia de migración, y que las capacidades de carga y los coeficientes de competencia se mantengan constantes para ambas especies. La compleja naturaleza de la ecología determina que estas suposiciones son raramente se producen en el terreno, pero este modelo proporciona una base para empezar a entender los conceptos.